# Stibara lateralis
Stibara lateralis är en skalbaggsart som beskrevs av Thomson 1865. Stibara lateralis ingår i släktet Stibara och familjen långhorningar. Inga underarter finns listade i Catalogue of Life.